# Bernardo Santareno
Bernardo Santareno (19. listopadu 1924 Santarém – 30. srpna 1980 Lisabon), vlastním jménem António Martinho do Rosário, byl portugalský spisovatel a dramatik.
V roce 1950 vystudoval psychiatrii na Univerzitě v Coimbře. Svoji literární kariéru zahájil třemi básnickými sbírkami, které vydal mezi lety 1954 a 1957. Následně se věnoval dramatu, psal divadelní hry zaměřující se na problémy lidské důstojnosti, individuality a svobody, a boj proti všem formám diskriminace a útlaku.

## Dílo
Poezie
- A Morte na Raiz (1954)
- Romances do Mar (1955)
- Os Olhos da Víbora (1957)

Próza
- Nos Mares do Fim do Mundo (1959)

Divadelní hry
- A Promessa (1957)
- O Bailarino (1957)
- A Excomungada (1957)
- O Lugre (1959)
- O Crime da Aldeia Velha (1959)
- António Marinheiro ou o Édipo de Alfama (1960)
- Os Anjos e o Sangue (1961)
- O Duelo (1961)
- O Pecado de João Agonia (1961)
- Anunciação (1962, do češtiny přeložil Arnold Hala: Zvěstování, 1977)
- O Judeu (1966)
- O Inferno (1967)
- A Traição do Padre Martinho (1969)
- Português, Escritor, 45 Anos de Idade (1974)
- Os Marginais e a Revolução (1979; součástí jsou hry Restos, A Confissão, Monsanto a Vida Breve em Três Fotografias))
- O Punho (1987, vydáno posmrtně)